# 186P/Garradd
186P/Garradd, komet Jupiterove obitelji